# Cohors VIII Breucorum
La Cohors VIII Breucorum fue una unidad auxilia de infantería del ejército del Imperio Romano del tipo cohors quinquagenaria peditata, cuya existencia está atestiguada durante la primera mitad del siglo I.

## Historia
Al igual que la Cohors VII Breucorum equitata civium Romanorum fue reclutada por orden de Calígula o Claudio I de entre los miembros del pueblo de los Breuci, quienes habitaban el valle del río Sava en la provincia romana de Pannonia, concretamente en la zona que desde Adriano entraría a formar parte de la provincia Pannonia Inferior.
La unidad fue destinada al distrito militar de Germania Inferior para reforzar una zona siempre inestable del limes, aunque se ignora donde pudo estar acuartelada. Se conocen cuatro soldados que prestaron servicio en ella:
- Dasmenus Dasi filius, Breucus.[1]
- Marcinus Surconis filius, Breucus.[2]
- Sassaius Liccai filius.[3]
- Scenobarbus Licconis filius.[4]

La cohorte debió ser destruida o disuelta antes del año 65, momento en el que debería aparecer en algún Diploma militaris, tal vez en alguna de las operaciones del gobernador Dubio Avito contra los frisones y sus aliados hacia 58-60.

## Notas

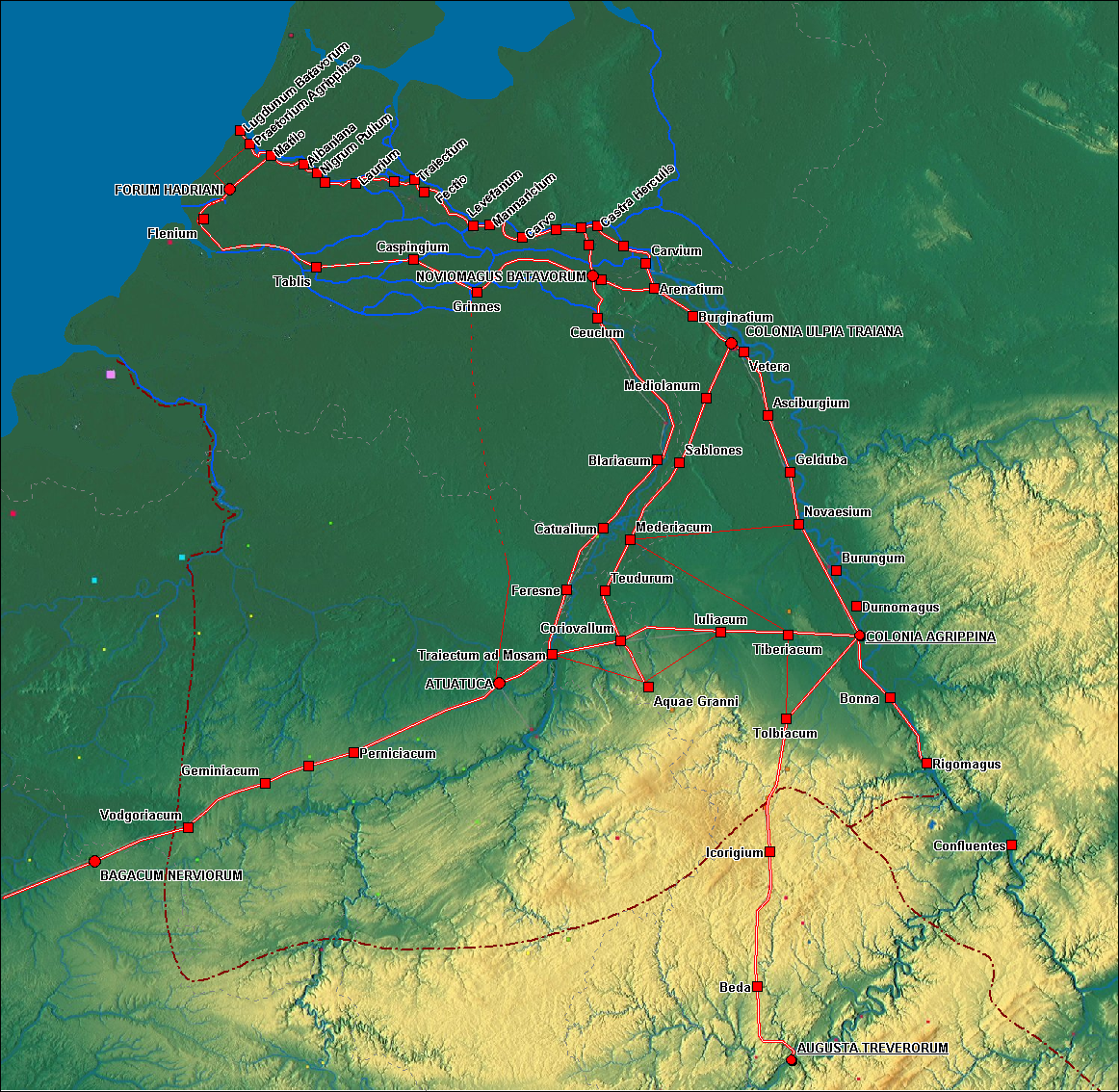
Red de comunicaciones, principales civitates y principales campamentos militares romanos de la provincia Germania Inferior.